# 579 Sidonia
Az 579 Sidonia egy a Naprendszer kisbolygói közül, amit August Kopff fedezett fel 1905. november 3-án.